# Гамильтон, Джеймс, 3-й герцог Аберкорн

Флаг Губернатора Северной Ирландии

Джеймс Альберт Эдвард Гамильтон, 3-й герцог Аберкорн (англ. James Albert Edward Hamilton, 3rd Duke of Abercorn; 30 ноября 1869 — 12 сентября 1953) — британский аристократ, наследственный пэр и унионистский политик. Он был известен как маркиз Гамильтон с 1885 по 1913 год. Был первым губернатором Северной Ирландии, этот пост он занимал с 1922 по 1945 год. Прадед Дианы, принцессы Уэльской.

## Предыстория и образование
Родился 30 ноября 1869 года в Гамильтон-Плейс, Пикадилли, Лондон. Старший сын Джеймса Гамильтона, 2-го герцога Аберкорна (1838—1913), и крестник принца Уэльского. Его мать, леди Мэри Энн (1848—1929), была четвертой дочерью Ричарда Керзон-Хоу, 1-го графа Хоу. Получил образование в Итоне и, впоследствии, служил сначала в королевских фузилерах Иннискиллинга до 1892 года, затем поступил в 1-ю лейб-гвардию. Позже Гамильтон был переведен в качестве майора в североирландский кавалерийский эскадрон.
В начале 1901 года он сопровождал своего отца в специальной дипломатической миссии об объявлении союза короля Эдуарда VII со странами Дании, Швеции, Норвегии, России, Германии и Саксонии.

## Политическая карьера
На всеобщих выборах 1900 года маркиз Гамильтон успешно баллотировался в качестве кандидата от юнионистов в Лондондерри-Сити, а три года спустя стал казначеем королевского дома, занимая этот пост до падения консервативной администрации Бальфура в 1905 году. В 1922 году был назначен губернатором вновь созданной Северной Ирландии. Также служил лордом-лейтенантом графства Тирон с 1917 года до своей смерти, ранее будучи заместителем лейтенанта графства Донегол. Лорд Аберкорн оказался популярным представителем королевской власти в Северной Ирландии и был вновь назначен на этот пост в 1928 году после завершения своего первого срока полномочий. В 1931 году он отклонил предложение стать генерал-губернатором Канады, а три года спустя был вновь назначен губернатором на третий срок. Он оставался губернатором до своей отставки в июле 1945 года.
Герцог Аберкорн стал последним не королевским рыцарем Ордена Святого Патрика в 1922 году, а шесть лет спустя стал рыцарем Ордена Подвязки. В последний год[какой?] он также получил почетную степень в Университете Королевы Белфаста и получил Королевскую викторианскую цепь в 1945 году, в том же году он был приведен к присяге в Тайном совете.

## Семья и дети
1 ноября 1894 года в церкви Святого Павла в Найтсбридже Аберкорн женился на леди Розалинде Сесилии Каролине Бингем (26 февраля 1869 — 18 января 1958), единственной дочери Чарльза Бингэма, 4-го графа Лукана, и его жены леди Сесилии Кэтрин Гордон-Леннокс (1838—1910), дочери Чарльза Леннокса, 5-го герцога Ричмонда. У супругов было пять детей:
- Леди Мэри Сесилия Родезия Гамильтон (21 января 1896 — 5 сентября 1984), 1-й муж с 1917 года капитан-майор Роберт Орландо Рудольф Кеньон-Слейни (1892—1965), с которым она развелась в 1930 году. Вторым мужем в 1930 году стал сэр Джон Гилмор, 2-й баронет[англ.]. От первого мужа у нее было две дочери и сын, а от второго — один сын.
- Леди Синтия Элинор Беатрикс Гамильтон[англ.] (16 августа 1897 — 4 декабря 1972), муж с 1919 года Альберт Эдвард Джон Спенсер, 7-й граф Спенсер (1892—1975). У них были сын и две дочери.
- Леди Кэтрин Гамильтон (25 февраля 1900 — 28 апреля 1985), муж с 1930 года сэр Реджинальд Генри Сеймур (1878—1938), потомок 1-го маркиза Хартфорда.
- Джеймс Эдвард Гамильтон, 4-й герцог Аберкорн (29 февраля 1904 — 4 июня 1979)
- Лорд Клод Дэвид Гамильтон (13 февраля 1907 — 15 февраля 1968), который работал адвокатом во Иннер-Темпл. Был женат с 1946 года на Дженесте Мэри Хит. Он был её третьим мужем, детей у них не было[4].

83-летний герцог Аберкорн скончался в своем лондонском доме в 1953 году и был похоронен в Баронскорте в графстве Тирон.

## Титулы
- 3-й герцог Аберкорн (с 3 января 1913)
- 12-й лорд Аберкорн из Линлитгоу (с 3 января 1913)
- 12-й лорд Пейсли, графство Ренфру (с 3 января 1913)
- 8-й баронет Гамильтон из Доналонга, графство Тирон, и Нины, графство Типперери (с 3 января 1913)
- 13-й лорд Гамильтон, барон Страбан, графство Тирон (с 3 января 1913)
- 4-й маркиз Аберкорн (с 3 января 1913)
- 5-й виконт Гамильтон (с 3 января 1913)
- 3-й маркиз Гамильтон из Страбана, графство Тирон (с 3 января 1913)
- 12-й граф Аберкорн (с 3 января 1913)
- 12-й лорд Пейсли, Гамильтон, Маунткасл и Килпатрик (с 3 января 1913)
- 7-й барон Маунткасл, графство Тирон (с 3 января 1913)
- 7-й виконт Страбан (с 3 января 1913).